# کاوشکده

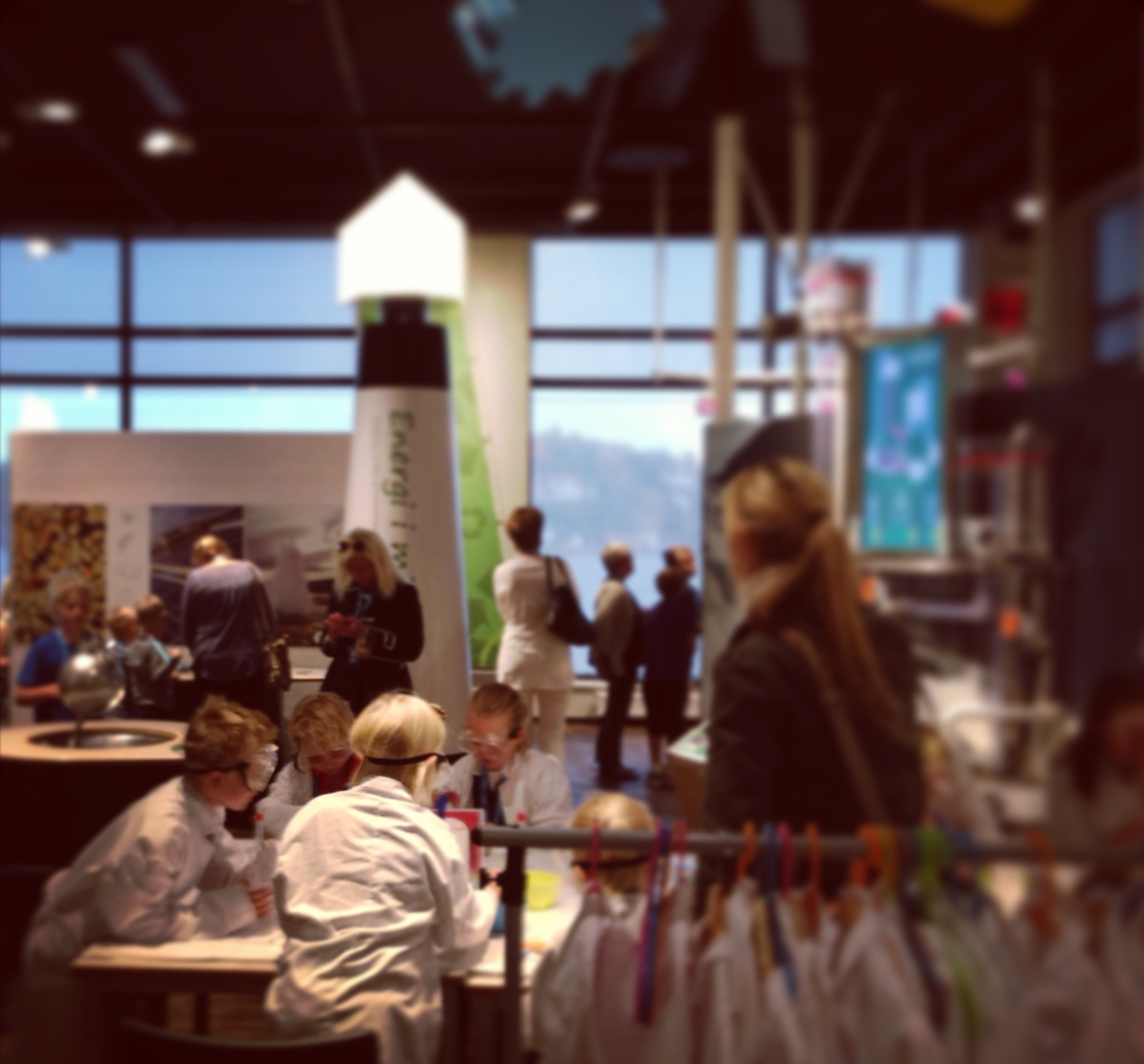
نمایشگاه در مرکز علوم Sørlandet

کاوشکده یا مرکز علمی نوعی موزه علم است که در آن بازدیدکنندگان به کار با ابزارها و دستگاه‌های به نمایش گذارده شده می‌پردازند.
بر خلاف موزه‌های علم که اغلب برای نمایش دستاوردهای علمی فنی گذشته ترتیب یافته‌اند و اشیا و دستگاه‌ها بخاطر اهمیت تاریخی خود از دسترس بازدیدکنندگان دور نگه‌داشته می‌شوند، در کاوشکده‌ها ابزارهائی با دوام در دسترس بازدیدکننده گذارده می‌شود تا خود به کار و آزمایش با آن بپردازند.

## کاوشکده‌های جهان
- اکسپلوراتوریوم (سان فرانسیسکو)
- موزه علوم لندن (بخش سکوی پرتاب)
- موزه علم و تکنولوژی پاریس (لاویلت)

موزه علم گرانادا
موزه علم کوالالامپور